# The Hidden Wiki
The Hidden Wiki (v překladu Skrytá Wiki) je jméno několika wikiwebů operující jako Tor hidden service. Wiki může editovat každý po registraci. Hlavní stránka funguje jako internetový katalog na další stránky v pseudodoméně .onion.

## Historie
První Hidden Wiki byla provozována na pseudo-doméně .onion, kterou lze navštívit pouze prostřednictvím anonymizační sítě Tor nebo pomocí Tor gateway. Jeho hlavní strana obsahovala odkazy na ostatní stránky v pseudodoméně .onion, včetně stránek s ilegálním obsahem (jako např. praní špinavých peněz, návody na výrobu bomb nebo třeba stránky s nájemnými vrahy a dětskou pornografií).
V březnu 2014 byla stránka a její adresa (kpvz7ki2v5agwt35.onion) hacknuta a přesměrována na Doxbin.

## Mirrory a forky
Existuje několik mirrorů a forků kvůli tomu, že u hlavní wiki dochází k častým výpadkům a některé zase vznikly z důvodů vytvořit Hidden Wiki bez odkazů na dětskou pornografii.